# Eurobowl
Eurobowl je do 2013. godine predstavljao završnu utakmicu sezone Europske lige u američkom nogometu (eng. European Football League), najjačeg europskog klupskog natjecanja u američkom nogometu, a od 2014. završnu utakmicu BIG6 European Football League. Održava se od 1986. godine.

## Dosadašnji Eurobowlovi
| sezona                        | domaćin                  | pobjednik                       | rezultat                 | poraženi                        |
| European Football League      | European Football League | European Football League        | European Football League | European Football League        |
| ----------------------------- | ------------------------ | ------------------------------- | ------------------------ | ------------------------------- |
| 1986.                         | Amsterdam                | Taft Vantaa                     | 20:16                    | Bologna Doves                   |
| 1988.                         | London                   | Helsinki Roosters               | 35:14                    | Amsterdam Crusaders             |
| 1989.                         | Milano                   | Legnano Frogs                   | 27:23                    | Amsterdam Crusaders             |
| 1990.                         | Rimini                   | Manchester Spartans             | 34:22                    | Legnano Frogs                   |
| 1991.                         | Offenbach                | Amsterdam Crusaders             | 21:20                    | Berlin Adler                    |
| 1992.                         | Uppsala                  | Amsterdam Crusaders             | 42:24                    | Giaguari Torino                 |
| 1993.                         | Bruxelles                | London Olympians                | 42:21                    | Amsterdam Crusaders             |
| 1994.                         | Stuttgart                | London Olympians                | 28:23                    | Bergamo Lions                   |
| 1995.                         | Stuttgart                | Düsseldorf Panther              | 21:14                    | London Olympians                |
| 1996.                         | Stuttgart                | Hamburg Blue Devils             | 21:14                    | Aix-en-Provence Argonautes      |
| 1997.                         | Stuttgart                | Hamburg Blue Devils             | 35:14                    | Phoenix Bologna                 |
| 1998.                         | Hamburg                  | Hamburg Blue Devils             | 38:19                    | La Courneuve Flash              |
| 1999.                         | Hamburg                  | Braunschweig Lions              | 27:23                    | Hamburg Blue Devils             |
| 2000.                         | Hamburg                  | Bergamo Lions                   | 42:20                    | Hamburg Blue Devils             |
| 2001.                         | Beč                      | Bergamo Lions                   | 28:11                    | Vikings Vienna (Beč)            |
| 2002.                         | Braunschweig             | Bergamo Lions                   | 27:20                    | Braunschweig Lions              |
| 2003.                         | Braunschweig             | Braunschweig Lions              | 21:14                    | Vikings Vienna (Beč)            |
| 2004.                         | Beč                      | Vikings Vienna (Beč)            | 53:20                    | Bergamo Lions                   |
| 2005.                         | Beč                      | Vikings Vienna (Beč)            | 29:6                     | Bergamo Lions                   |
| 2006.                         | Beč                      | Vikings Vienna (Beč)            | 41:9                     | La Courneuve Flash              |
| 2007.                         | Beč                      | Vikings Vienna (Beč)            | 70:19                    | Marburg Mercenaries             |
| 2008.                         | Innsbruck                | Raiders Tirol (Innsbruck)       | 28:24                    | Vikings Vienna (Beč)            |
| 2009.                         | Innsbruck                | Raiders Tirol (Innsbruck)       | 30:19                    | La Courneuve Flash              |
| 2010.                         | Beč                      | Berlin Adler                    | 34:31                    | Vikings Vienna (Beč)            |
| 2011.                         | Innsbruck                | Raiders Tirol (Innsbruck)       | 27:12                    | Berlin Adler                    |
| 2012.                         | Vaduz                    | Calanda Broncos (Landquart)     | 27:14                    | Vikings Vienna (Beč)            |
| 2013.                         | Innsbruck                | Vikings Vienna (Beč)            | 37:14                    | Raiders Tirol (Innsbruck)       |
| BIG6 European Football League |                          |                                 |                          |                                 |
| 2014.                         | Berlin                   | Berlin Adler                    | 20:17                    | New Yorker Lions (Braunschweig) |
| 2015.                         | Braunschweig             | New Yorker Lions (Braunschweig) | 24:14                    | Schwäbisch Hall Unicorns        |
| 2016.                         | Innsbruck                | New Yorker Lions (Braunschweig) | 35:21                    | Swarco Raiders Tirol Innsbruck  |
| 2017.                         | Frankfurt na Majni       | New Yorker Lions (Braunschweig) | 55:14                    | Frankfurt Universe              |
| 2018.                         | Frankfurt na Majni       | New Yorker Lions (Braunschweig) | 20:19                    | Frankfurt Universe              |

## Poveznice
- BIG6 European Football League
- European Football League
- NFL Europa
- Football League of Europe
- Kup EFAF
- CEFL
- German Football League

## Links
- eurobowl info